# Jean Pieters

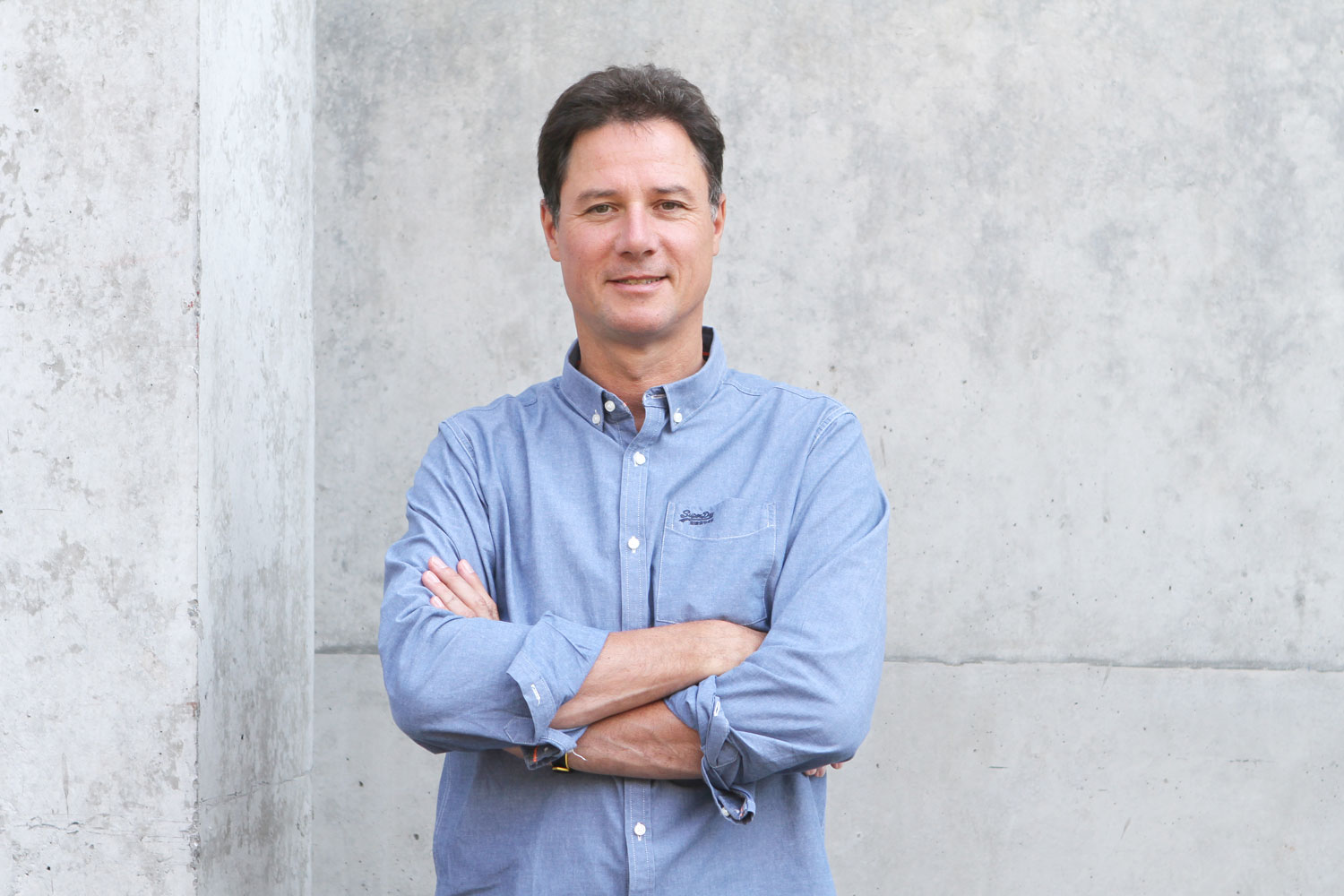
Jean Pieters (2015)

Jean Pieters (* 5. Januar 1962 in Heerlen) ist ein niederländischer Biochemiker am Biozentrum der Universität Basel, Schweiz.

## Leben
Jean Pieters studierte Biochemie und Mikrobiologie an der Universität Leuven, Belgien. Nach seiner Promotion an der Universität Maastricht, Niederlande, ging er 1989 als Postdoktorand ans European Molecular Biology Laboratory (EMBL) in Heidelberg. Zwischen 1992 und 1995 forschte Jean Pieters am Netherlands Cancer Institute in Amsterdam als Juniorgruppenleiter. 1996 wurde er ans Institut für Immunologie Basel, 2002 dann ans Biozentrum der Universität Basel berufen, wo er seitdem als Professor für Biochemie forscht und lehrt.

## Wirken
Pieters untersucht die Rolle der Coronin-Proteine bei der Aktivierung von zellulärer Signalübertragung. Coronin-Proteine sind im Reich der Eukaryoten weit verbreitet und von der Hefe bis zum Menschen konserviert. Eines der am stärksten konservierten Mitglieder dieser Proteinfamilie, das Säugetier-Coronin 1, wurde ursprünglich in seinem Labor als Wirtsfaktor entdeckt, der für das intrazelluläre Überleben pathogener Mykobakterien verantwortlich ist. Spätere Arbeiten seines Labors zeigten, dass Coronin-Proteine verschiedene physiologische Prozesse regulieren, darunter die T-Zell-Homöostase von T-Zellen, Lernen und Gedächtnis  und Entwicklung. In jüngerer Zeit hat sein Labor gezeigt, dass die Coronin-1-Signalübertragung eine entscheidende Rolle bei der Auto- und Alloimmunität spielt und dass die Coronin-vermittelte Signalübertragung der Langlebigkeit von T-Zellen zugrunde liegt. Die Forschung in seinem Labor konzentriert sich derzeit auf die Rolle der Coronin-Proteine bei der Bildung und Regulierung von Zellpopulationen.

## Auszeichnungen
- 2011 gewähltes Mitglied der Royal Netherlands Academy of Arts and Sciences[10]
- 2002 Friedrich-Miescher-Preis[11]
- 2001 Pfizer Forschungspreis[12]
- 1999 Eppendorf Young Investigator Award[13]

## Publikationen (Auswahl)
Vollständige Publikationsliste
- R. Jayachandran, X. Liu, S. BoseDasgupta, P. Mueller u. a.: Coronin 1 Regulates Cognition and Behavior through Modulation of cAMP/Protein kinase A Signaling. In: PLOS Biology. Band 12, 2014, Artikel e1001820. PMID 24667537
- P. Mueller, J. Massner, R. Jayachandran u. a.: Regulation of T cell survival through coronin-1-mediated generation of inositol-1,4,5-trisphosphate and calcium mobilization after T cell receptor triggering. In: Nat Immunol. Band 9, 2008, S. 424–431. PMID 18345003
- R. Jayachandran, V. Sundaramurthy u. a.: Survival of mycobacteria in macrophages is mediated by coronin 1-dependent activation of calcineurin. In: Cell. Band 130, 2007, S. 37–50. PMID 17632055
- G. Ferrari, H. Langen, M. Naito, J. Pieters: A phagosomal coat protein involved in the intracellular survival of mycobacteria. In: Cell. Band 97, 1999, S. 435–447. PMID 10338208
- A. Tulp, D. Verwoerd, B. Dobberstein, H. L. Ploegh, J. Pieters: Isolation and characterization of the intracellular MHC class II compartment. In: Nature. Band 369, 1994, S. 120–126 (Full Article). PMID 8177317